# Ormosia divergens
Ormosia divergens är en tvåvingeart som först beskrevs av Daniel William Coquillett 1905.  Ormosia divergens ingår i släktet Ormosia och familjen småharkrankar. Inga underarter finns listade i Catalogue of Life.